# Vladimir Šerbel
Vladimir Šerbel, slovenski varstvolog, * 1940.
Med letoma 1995 in 2010 je bil poveljnik civilne zaščite Občine Kamnik.

## Odlikovanja in nagrade
Leta 1997 je prejel častni znak svobode Republike Slovenije z naslednjo utemeljitvijo: »za dolgoletno, izjemno uspešno organizacijsko delo pri civilni zaščiti, zlasti pri varstvu pred naravnimi in drugimi nesrečami, ter požrtvovalnost pri reševanju človeških življenj in gmotnih dobrin«.